# Nerkuppai
Nerkuppai is een panchayatdorp in het district Sivaganga van de Indiase staat Tamil Nadu. 

## Demografie
Volgens de Indiase volkstelling van 2001 wonen er 5.691 mensen in Nerkuppai, waarvan 48% mannelijk en 52% vrouwelijk is. De plaats heeft een alfabetiseringsgraad van 55%. 